# Le Briquet (film, 1946)
Cet article possède un paronyme, voir Briquet (homonymie).
Pour l’article homonyme, voir Le Briquet (Andersen).
Pour plus de détails, voir Fiche technique et Distribution.
Le Briquet (Fyrtøjet) est un film d'animation danois de Svend Methling, sorti en 1946.

## Synopsis
Un soldat rusé parvient à soustraire un trésor à une sorcière et gagne la main de la princesse ainsi que la moitié du royaume.

## Fiche technique
- Titre : Le Briquet
- Titre alternatif : Le Briquet magique
- Titre original : Fyrtøjet
- Réalisation : Svend Methling
- Scénario : Peter Toubro, Henning Pade, d'après le conte de Hans Christian Andersen
- Production : Tage Nielsen, Allan Johnsen
- Musique : Eric Christiansen
- Pays d'origine :  Danemark
- Couleurs : Agfacolor
- Genre : Animation
- Durée : 71 minutes
- Dates de sortie :
  -  Danemark : 21 avril 1946 (première), 16 mai 1946 (sortie nationale)

## Commentaire
Ce premier long métrage d'animation réalisé au Danemark remporta un grand succès.